# シャーロッテ・デ・ベリー
シャーロッテ・デ・ベリー（英語: Charlotte de Berry、1636年‐没年未詳）はイングランド出身の女海賊とされる人物である。彼女は19世紀の出版業者、エドワード・ロイドによる通俗小説が初出とされ、それ以前に彼女の実在を示す史料は発見されていない。

## 物語
シャーロッテは1636年にイングランドで生まれた。彼女は10代の時に船乗りとの恋に落ち、両親の制止も聞かず男装して船に乗り込んだ。だが、男装していたことを船長に見破られ、船長はシャーロッテの最初の夫である船乗りに無理難題を言いつけて排除しようとした。その場はシャーロッテの活躍で切り抜けたが、その後夫は船長の難癖による裁判による鞭打ちによって死んでしまった。船長はシャーロッテに言い寄ったが、彼女はそれを拒絶するばかりか、港に停泊している時を見計らって殺害した。彼女は船を下り、女性の姿に戻り港で働き出した。
だが、ほどなくして別の商船を率いる残忍な船長によって彼女はアフリカ行きの船へと連れ去られ、むりやり結婚を強いられた。この船長に対抗するために、彼女は船員たちとの信望を得ると反乱を起こし、船長を処刑し自らが船長となった。
海賊家業を続けてしばらく、シャーロッテはアルメリオ・ゴンザレス(Armelio Gonzalez)というスペイン人と親密になり3度目の結婚をする。だが、彼女の船が難破し、その後通りかかったオランダの船に救助されるまでの間、船員たちは人肉食をするまで窮乏していた。さらに不運なことに、救助されたオランダ船が海賊に襲撃されたが、シャーロッテと海賊たちは船を護るために戦った。戦いは勝利に終わり、誰もが祝勝の声を上げる中、戦闘かその以前の窮乏か定かではないが夫アルメニオを失ったシャーロッテは海へとその身を投げる。彼女のその後を知る者はいない。

## 背景
前述の通り、シャーロッテに関する物語の初出は、エドワード・ロイドが1832年から出版していたペニー・ドレッドフルと呼ばれていた若者向けの安価な通俗小説雑誌の1つ、『The Weekly Penny Comic Magazine』内のコラム、『The History of Pirates,Smugglers Etc. of All Nations』(「世界の海賊と密輸人の歴史」)とされている。このコラムは同誌にて連載されていた『The History and Lives of the Most Notorious Highwaymen, Footpads and Murderers』(「最も悪名高き強盗、追いはぎ、殺人者の歴史と暮らし」)コラムの続きである。ロイドがシャーロッテの情報をどこから入手していたのかは定かではない。ちなみに、ロイドは併せてチャールズ・ディケンズの著作『ピクウィック・ペーパーズ』や、『オリバー・ツイスト』、『ニコラス・ニクルビー』を盗作し、オリジナル版より早く出版することで利益を得ていた。やがてロイドはディケンズが契約していた出版社、チャップマン&ホール社(Chapman & Hall)によって訴えられ、それが影響したのかロイドは雑誌の回収と焼却を行ったという。この流れは、1842年の英国著作権法制定へとつながっていった。

## 他の作品でのシャーロッテ
- 『大航海時代V』

航海士の1人として登場。Rカードの航海士として自艦隊に配置できる。